# Srđan Pecelj
Srđan Pecelj (ur. 12 marca 1975) – bośniacki piłkarz występujący na pozycji obrońcy.

## Kariera piłkarska
Od 1991 do 2012 roku występował w Velež Mostar, Crvena zvezda, Železnik Belgrad, FC Barcelona, Čukarički, Paniliakos, Sokoł Saratów, Shimizu S-Pulse, Inter Zaprešić, Admira Wacker, Schwadorf, Novalja i Rudar Trbovlje.